# Little Tournament Over Yonder
Little Tournament Over Yonder é um jogo eletrônico desenvolvido pela Gevo Entertainment para o Nintendo Wii, podendo ser baixado através da plataforma WiiWare. O 'gameplay' é uma mistura de estratégia por turno e luta. O jogo foi lançado na Europa em 16 de outubro de 2009, e nos Estados Unidos em 23 de novembro de 2009. O jogo custa 800 Wii Points.